# Metropolitano de Kobe

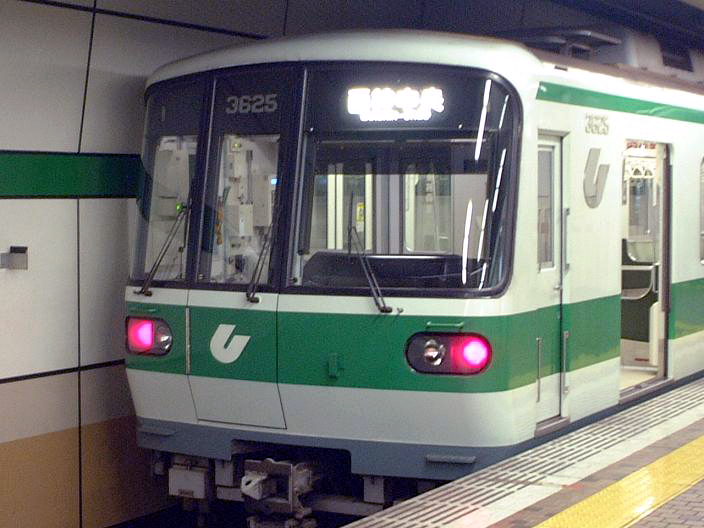

O metro de Kobe é o sistema de metropolitano que opera na cidade de Kobe, no Japão. Foi inaugurado em 1977, e tem actuelamnte duas linhas com um total de 26 estações.

## Rede

Diagrama do metro de Kobe.

| Linha                | Cor      | Trajecto                             | Inauguração | Número de estações |
| -------------------- | -------- | ------------------------------------ | ----------- | ------------------ |
| Linha Seishin-Yamate | Verde    | Seishin-Chuo ↔ Tanigami              | 1977        | 17                 |
| Linha Kaigan         | Vermelho | Shin-Nagata ↔ Sannomiya-Hanadokeimae | 2001        | 10                 |